# 加勒比自治大學足球俱樂部
加勒比自治大学足球俱乐部（西班牙語：Universidad Autónoma del Caribe Fútbol Club），簡稱Uniautónoma，是一支哥倫比亞足球會，現時於哥倫比亞足球乙級聯賽作賽。他們的主場是罗伯托·梅伦德斯大都会球场。球會由加勒比自治大学成立。